# Abdulrahman Abdulkarim
Abdulrahman Abdulkarim (Baréin; 13 de mayo de 1980) es un exfutbolista de Baréin que jugaba en la posición de guardameta.

## Carrera

### Club
| Periodo   | Club          |
| --------- | ------------- |
| 1998-2004 | Al Hala SC    |
| 2004-2018 | Al-Najma Club |

### Selección nacional
Jugó para Baréin en 26 ocasiones de 2001 a 2007 y participó en dos ediciones de la copa Asiática.

## Logros
- Copa del Rey de Baréin (3): 2006, 2007, 2018
- Supercopa de Baréin (2): 2007, 2008